# Balazote (kommun)
Balazote är en kommun i Spanien.   Den ligger i provinsen Provincia de Albacete och regionen Kastilien-La Mancha, i den centrala delen av landet, 220 km sydost om huvudstaden Madrid. Antalet invånare är 2 447. Arean är 65 kvadratkilometer. Balazote gränsar till Alcaraz, Casas de Lázaro, La Herrera, Lezuza, Pozuelo och San Pedro. 
Terrängen i Balazote är platt.